# Gianfranco Aliverti
Gianfranco Aliverti (Como, 3 febbraio 1930) è un politico italiano.

## Biografia
Esponente della Democrazia Cristiana di Como, è stato membro del Parlamento per sei legislature complessive: quattro alla Camera (dal 1972 al 1983 e dal 1992 al 1994) e due al Senato (dal 1983 al 1992). Fu sottosegretario nel Governo Andreotti IV (dal 15 marzo 1978 al 20 marzo 1979).